# 1 Reyes 10
1 Reyes 10 es el décimo capítulo de los Libros de los Reyes de la Biblia hebrea o Primer Libro de los Reyes del Antiguo Testamento de la Biblia cristiana El libro es una compilación de varios anales que registran los actos de los reyes de Israel y Judá por un compilador deuteronómico en el siglo VII a. C., con un suplemento añadido en el siglo VI a. C.. Este capítulo pertenece a la sección centrada en el reinado de Salomón sobre el reino unificado de Judá e Israel (1 Reyes 1 a 11). Este capítulo se centra en los logros de Salomón.

## Texto
Este capítulo fue escrito originalmente en lengua hebrea y desde el siglo XVI se divide en 29 versículos.

### Testigos textuales
Algunos de los primeros manuscritos que contienen el texto de este capítulo en hebreo pertenecen a la tradición del Texto Masorético, que incluye el Códice de El Cairo (895), el Códice de Alepo (siglo X) y el Códice Leningradensis (1008).
También existe una traducción al griego koiné conocida como Septuaginta, realizada en los últimos siglos a. C.. Los manuscritos antiguos existentes de la versión Septuaginta incluyen el Codex Vaticanus (B; {\displaystyle {\mathfrak {G}}}B; siglo IV) y el Codex Alexandrinus (A; {\displaystyle {\mathfrak {G}}}A; siglo V).

## Visita de la reina de Saba (10:1-13)

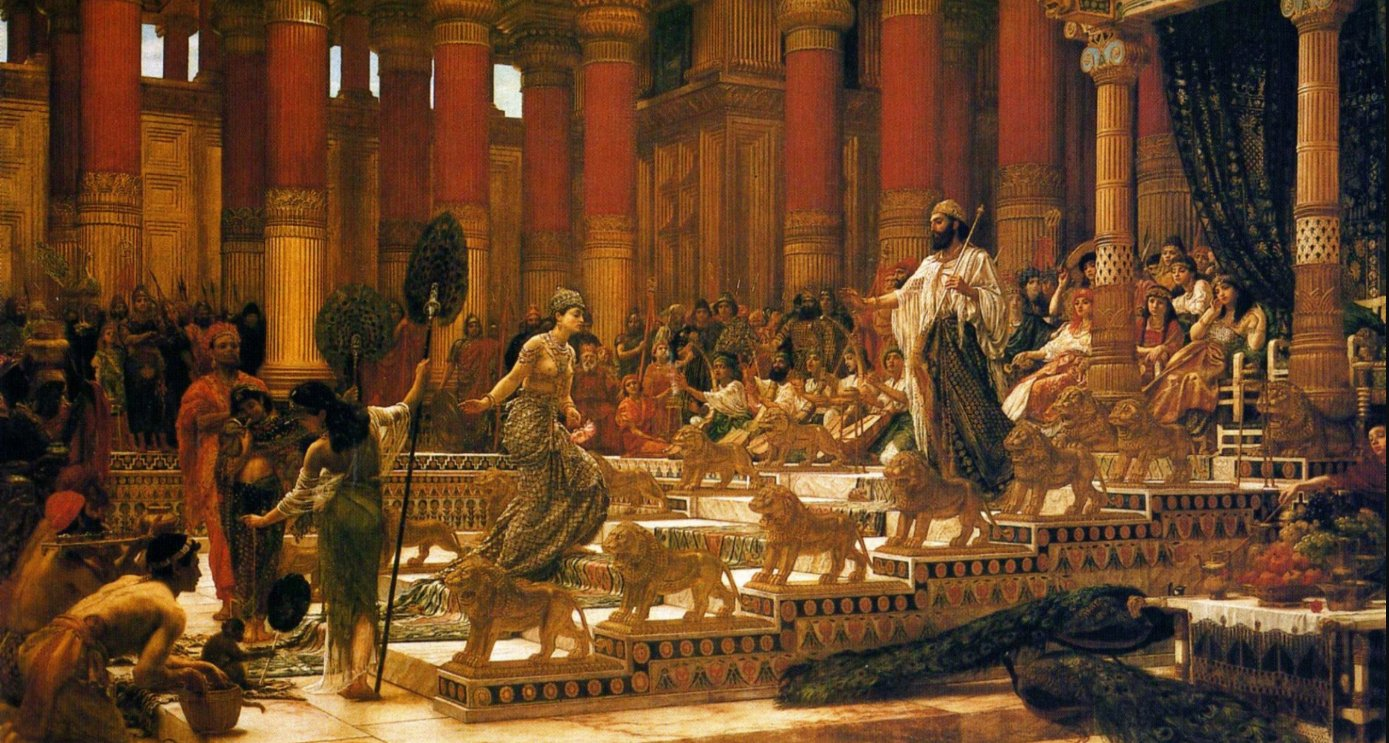
Pintura que representa la visita de la reina de Saba a la corte del rey Salomón de Jerusalén por Edward Poynter (1836-1919)